# Florence Maire
Florence Nelly Andrée Maire, coniugata Migneaux (Pontarlier, 9 marzo 1956), è un'ex cestista francese.

## Carriera
Con la Francia ha disputato due edizioni dei Campionati europei (1978, 1980).